# Ignăței
Ignăței est un village du district de Rezina, en Moldavie. Il compte 2 018 habitants en 2014.

## Personnalités notables
- Pavel Cocârlă (en)
- Vasile Bârcă (en)